# Gare de Komatsu
La gare de Komatsu (小松駅, Komatsu-eki) est une gare ferroviaire de la ville de Komatsu, dans la préfecture d'Ishikawa au Japon.
Elle est exploitée conjointement par la West Japan Railway Company (JR West) et la compagnie privée IR Ishikawa Railway.

## Situation ferroviaire
La gare de Komatsu est située au point kilométrique (PK) 372,6 de la ligne Shinkansen Hokuriku et au PK 18,0  de la ligne IR Ishikawa Railway.

## Histoire
La gare a été inaugurée le 20 septembre 1897. La ligne Shinkansen Hokuriku dessert la gare depuis le 16 mars 2024.

## Service des voyageurs

### Accueil
La gare dispose d'un bâtiment voyageurs, avec guichets, ouvert tous les jours.

### Desserte

#### JR West
- Ligne Shinkansen Hokuriku :
  - voie 11 : direction Kanazawa, Toyama et Tokyo
  - voie 12 : direction Tsuruga

#### IR Ishikawa Railway
- Ligne IR Ishikawa Railway :
  - voies 1 et 2 : direction Fukui
  - voies 2 et 3 : direction Kanazawa